# Вест Елмира (Њујорк)
Вест Елмира (енгл. West Elmira) насељено је место без административног статуса у америчкој савезној држави Њујорк.

## Демографија
По попису из 2010. године број становника је 4.967, што је 169 (-3,3%) становника мање него 2000. године.
| Група             | 2000.         | 2010.         |
| Белци             | 4.908 (95,6%) | 4.639 (93,4%) |
| Афроамериканци    | 94 (1,8%)     | 114 (2,3%)    |
| Азијати           | 74 (1,4%)     | 67 (1,3%)     |
| Хиспаноамериканци | 26 (0,5%)     | 60 (1,2%)     |
| Укупно            | 5.136         | 4.967         |